# HD 86523
HD 86523，又名CD-47 5399，SAO 221644、HR 3943，是一颗恒星，视星等为6.05，位于銀經275.67，銀緯5.04，其B1900.0坐标为赤經9h 53m 52.3s，赤緯-47° 5.04′ 13″。